# Pilsumer Leuchtturm
Der Pilsumer Leuchtturm ist ein Leuchtturm auf dem Nordseedeich unweit des zur Gemeinde Krummhörn gehörenden Ortes Pilsum. Der Turm ist eines der bekanntesten Wahrzeichen Ostfrieslands.

## Geschichte
Der Leuchtturm wurde 1883 im Rahmen des deutsch-niederländischen Projektes Beleuchtung der Unter-Ems als eines von fünf Leitfeuern geplant und 1890 fertiggestellt. Am 1. Oktober 1891 konnten alle fünf Leuchttürme gemeinsam in Dienst gestellt werden. Jedes der fünf Leitfeuer war für einen festgelegten Abschnitt auf dem Schiffsfahrweg zwischen der Nordsee und Emden zuständig. Der Pilsumer Leuchtturm war für einen etwa fünf Kilometer langen und etwa 600 Meter breiten Abschnitt der Fahrroute zwischen Borkum und Emden zuständig. Die anderen Leuchttürme innerhalb des länderübergreifenden Projektes waren:
- Kleiner Leuchtturm Borkum, deutsch
- Leuchtturm Campen, deutsch
- Leuchtturm Watum, niederländisch, im Zweiten Weltkrieg zerstört
- Leuchtturm Delfzijl, niederländisch, im Zweiten Weltkrieg zerstört

Der Leuchtturm diente bis Juni 1915 zur Befeuerung der Emshörnrinne. Dann wurde er wegen des Ersten Weltkrieges außer Betrieb genommen, um feindlichen Schiffen keine Hinweise auf die Fahrrinne zu geben. Im Oktober 1919 erfolgte die endgültige Stilllegung, da sich die Fahrrinne durch Sandablagerungen geändert hatte. Nach der Stilllegung wurde der Turm zu unterschiedlichen Zwecken und durch wechselnde Eigentümer genutzt. Sein baulicher Zustand verschlechterte sich stetig und im Herbst 1972 dachte man sogar über einen Abriss nach.
Statt Abriss erfolgte im Frühjahr 1973 eine aufwendige Sanierung des Leuchtturms, in deren Folge er auch erstmals den heute so bekannten rot-gelb-roten Anstrich erhielt. Zuvor war er einfarbig rot gestrichen.
Seit 1998 befindet sich der Leuchtturm in Besitz der Deichacht Krummhörn, die sich seitdem um den Erhalt des Leuchtturms kümmert.

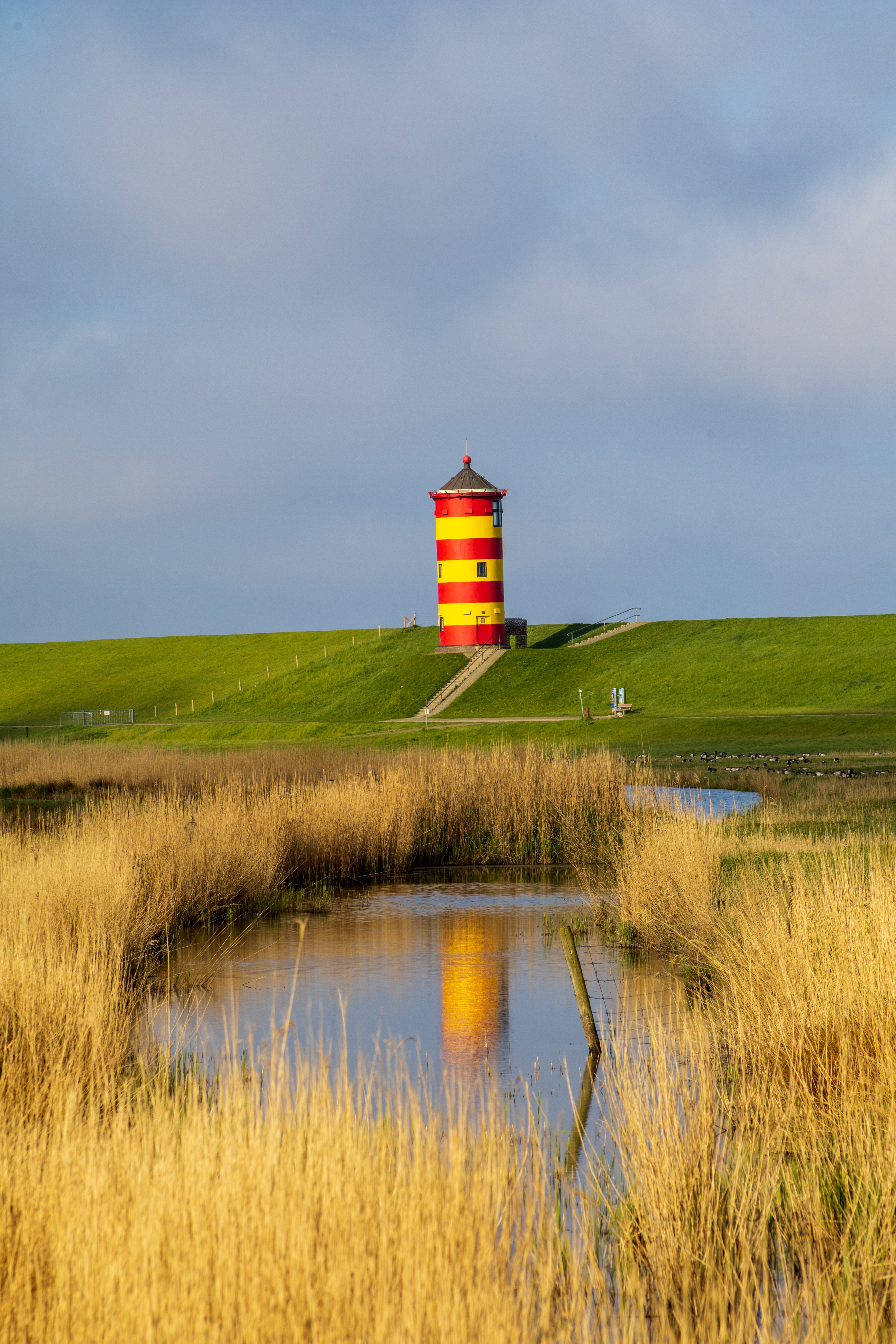
Pilsumer Leuchtturm

Populär wurde der Turm besonders durch den Film Otto – Der Außerfriesische des Komikers Otto Waalkes. Im Film dient der Leuchtturm Otto als Wohnung. Auch in Otto – Der Katastrofenfilm kommt der Leuchtturm vor; in diesem Film wohnt Otto bei einem Fischer in einer Hütte nahe dem Leuchtturm. Des Weiteren kommt der Turm in der 2003 ausgestrahlten Episode Sonne und Sturm der Fernsehreihe Tatort mit Maria Furtwängler als Kommissarin Charlotte Lindholm vor. Die Episode spielt im fiktiven Ort Nordersiel (als das benachbarte Greetsiel erkennbar).
Der Leuchtturm wird mittlerweile auch als Trauzimmer der Gemeinde Krummhörn genutzt. Brautpaare und Verliebte hatten an den Fenstergittern des Leuchtturmes Liebesschlösser angebracht. Diese ließ die Deichacht Krummhörn im Zuge der Renovierung entfernen und stellte in unmittelbarer Nähe des Turmes ein neues Gitter auf, an dem die Schlösser seither befestigt werden können.

## Technische Daten
Der Leuchtturm wurde von dem Maschinenbauhersteller Gutehoffnungshütte errichtet. Die Bauwerkshöhe beträgt rund zwölf Meter bei einem Außendurchmesser von 4,4 Meter. Die Hülle besteht seit Fertigstellung aus Schmiedeblechteilen, die auf eine Stahlkonstruktion aufgenietet sind. Die drei Stockwerke sind über eine innenliegende Treppe erreichbar. Die untere Etage wurde als  Öl- und Teilelager genutzt, die mittlere Etage als Wohnraum und die obere Etage war der Lampenraum. Den oberen Abschluss bildet ein Kupferdach über dem Lampenraum, das mit mehreren pilzförmigen Lüftungsstutzen ausgerüstet ist, da die Befeuerung noch durch eine Petroleumdochtlampe in Verbindung mit einer 1,57 m hohen Linse erfolgte.